# Christian Bache
Christian Georg Bache (* 15. Januar 1987 in Åmot, Buskerud) ist ein schwedischer, vormals norwegischer, Biathlet.
Christian Bache startete für den Vestre Spone if. Er feierte seine bisherigen Erfolge in erster Linie auf nationaler Ebene. Erstmals gewann er mit der Vertretung Buskeruds 2004 in Steinkjer mit Dag Bjørndalen, Frode Andresen und Ole Einar Bjørndalen die Bronzemedaille im Staffelrennen. Bei den Norwegischen Meisterschaften 2009 in Lillehammer gewann er gemeinsam mit seinen Staffelkollegen Vetle Sjåstad Christiansen, Frode Andresen und Ole Einar Bjørndale erneut für die Region Buskerud startend als Startläufer die Goldmedaille. In Simostranda folgte im Jahr darauf der Gewinn der Silbermedaille im Einzel hinter Hans Martin Gjedrem und vor Alexander Os.
Da Bache in Norwegen keine Aussichten hatte, sich gegen die starke Konkurrenz für internationale Rennen zu qualifizieren, wechselte er zur Saison 2011/12 zum schwedischen Verband und kam zum Saisonauftakt in Östersund zu seinen ersten Einsätzen im IBU-Cup. Bei einem Sprint wurde er 94. Im weiteren Saisonverlauf verbesserte sich Bache, der in Schweden für den Tullus SG antritt, bis auf einen 43. Platz bei einem Verfolgungsrennen in der Haute-Maurienne. Bei den Schwedischen Meisterschaften im Biathlon 2012 in Östersund gewann er an der Seite von Christofer Eriksson und Erik Forsgren den Titel im Staffelrennen.